# Deoranian
Deoranian (o Deorania) è una suddivisione dell'India, classificata come nagar panchayat, di 17.463 abitanti, situata nel distretto di Bareilly, nello stato federato dell'Uttar Pradesh. In base al numero di abitanti la città rientra nella classe IV (da 10.000 a 19.999 persone).

## Geografia fisica
La città è situata a 28° 37' 60 N e 79° 28' 60 E e ha un'altitudine di 176 m s.l.m..

## Società

### Evoluzione demografica
Al censimento del 2001 la popolazione di Deoranian assommava a 17.463 persone, delle quali 9.154 maschi e 8.309 femmine. I bambini di età inferiore o uguale ai sei anni assommavano a 3.403, dei quali 1.755 maschi e 1.648 femmine. Infine, coloro che erano in grado di saper almeno leggere e scrivere erano 6.839, dei quali 4.583 maschi e 2.256 femmine.